# 광산문화원
광산문화원은 광주광역시 광산구의 향토사연구를 비롯하여 본구 출신 민족애국시인인 용아 박용철 전국백일장, 어등미술대전, 문화학교 등의 업무를 수행하는 법인이다. 광주광역시 광산구 소촌동 528-14 구민회관 2층에 위치하고 있다.

## 연혁
- 1965년 2월 25일 지방문화사업조성법에 의거 문화공보부 장관 허가를 얻어 사단법인으로 등록 초대원장에 박남선 취임
- 1967년 2월 10일 제 2대 차행선 원장 취임
- 1983년 3월 18일 정관개정
- 1984년 12월 1일 광산군민회관 준공으로 1985년 2월 문화원 사무실을 석암회관에서 광산구 소촌동 528-14번지 소재 광산 군민회관으로 이전
- 1987년 1월 16일 광산문화원 산하 송광향토사 설립, 초대소장에 장재철 취임
- 1989년 12월 22일 광산군이 광주직할시에 편입됨에 따라 정관개정
- 1994년 8월 12일 지역사회의 계발,연구,조사 및 문화진흥을 목적으로 지방문화원진흥법에 의거 정관개정
- 1996년 1월 1일 정관개정
- 1999년 11월 12일 제 3대 류복현 원장 취임
- 2003년 1월 10일 문화관광부 문화학교 지정
- 2003년 11월 12일 제 4대 류복현 원장 재임
- 2005년 3월 30일 정관개정
- 2008년 3월 26일 제 5대 경환철 원장 취임
- 2010년 3월 24일 제 6대 류복현 원장 재임
- 2011년 11월 12일 제 7대 이현선 원장 취임

## 주요 사업

### 문화학교
- 사업시기 : 3월 ~ 12월
- 각계각층의 지역주민의 참여로 문화예술교육을 통한 건전한 여가문화 활성화
- 노래, 재즈, 요가, POP, 문학기행 등 강좌운영
- 주말가족프로그램, 도자기체험 운영

### 용아 박용철 전국백일장
- 사업시기 : 4월
- 평소 문학에 관심이 많은 분들에게 자기개발과 자아성취의 장을 마련
- 문학에 소질이 있는 숨은 인재를 발굴하여 지역문화발전에 기여
- 용아 박용철이라는 우리고장의 인물을 널리 알리고 그 정신을 계승

### 전통예절학교
- 사업시기 : 7월 ~ 8월
- 방학기간이나 주말에 가족과 함께하는 전통문화체험(한지공예교실, 도자기현장체험교실)을 함으로써 우리전통문화에 대한 이해와 가치관을 함양

### 어등의 맥
- 사업시기 : 8월
- 광산의 유물 및 유적지 조사
- 광산지역의 유래, 전설, 인물, 풍속 등의 향토사료 조사연구

### 어등미술대전
- 사업시기 : 9월 ~ 12월
- 지역 문화, 예술인들의 작품발표 기회를 부여하고 적극적으로 지원
- 미술분야에 관심이 있는 전국의 아마추어 작가들에게 창작활동을 도모
- 창작의욕을 고취시켜 미술발전에 기여

### 문화가족유적지탐방
- 사업시기 : 11월
- 문화재 지식과 보존, 지역적 특색과 이해를 돕고자 관내ㆍ외 문화재 및 유적지를 답사, 체험 비교하며 다양한 문화재를 접할 수 있는 계기마련

### 어등골문화 발간
- 사업시기 : 12월
- 문화원사업안내 및 소식 전달, 문화예술활동 안내 및 홍보, 광산구의 향토사료 보존 및 연구
- 문학동호인들의 작품 기고
- 용아박용철백일장 입상작품수록